# 玛丽亚姆·达达赫
玛丽亚姆·特蕾莎·加德罗伊·乌尔德·达达赫（法语：Mariem Thérèse Gadroy Ould Dadah，1933年—）是毛里塔尼亚首任总统莫克塔尔·乌尔德·达达赫之妻。为毛里塔尼亚首位第一夫人。
出生于1933年，原名玛丽亚·特蕾莎·加德罗伊（Marie Thérèse Gadroy），她和莫克塔尔·乌尔德·达达赫相识在法国巴黎法学院。她曾是一名年轻的律师，也是法国法官候选人之一。1958年玛丽亚姆与达达赫在巴黎结婚并皈依伊斯兰教，达达赫当时是毛里塔尼亚管理委员会副主席。1959年玛丽亚姆跟随达达赫来到毛塔，她以毛里塔尼亚第一夫人身份生活了18年。1974年至1977间，她曾经陪同丈夫三次访问中国。此间，她在促进毛塔妇女儿童事业、创立国家教育与政治学习学院、创立并领导毛塔红十字会等方面做出贡献。直至1978年发生了军事政变，达达赫总统被推翻下台。丈夫获释后她一直陪着他。2004年玛丽亚姆成立了穆克塔尔·乌尔德·达达赫基金会，并担任基金会主席。2012年4月，中国人民对外友好协会又一次邀请她重访中国。